# Чорна Калитва
Чорна Калитва (рос. Чёрная Калитва) — річка у Бєлгородській і Воронезькій областях Росії. Права притока Дону, в який Чорна Калитва впадає за 1105 км від його гирла. Довжина — 162 км Площа сточища — 5750 км².

## Притоки
Впадають річки (км від гирла)
- 12 км: річка Криниця
- 32 км: річка Мала Меженка
- 43 км: річка без назви, за 1,2 км нижче с. Морозовка
- 48 км: річка без назви, за 0,5 км до півночі від с. Морозовка
- 52 км: річка Свинуха
- 59 км: річка Розсош
- 69 км: річка у балці Мохов Яр
- 84 км: річка Ольховатка
- 118 км: річка без назви, біля с. Шелякино
- 123 км: річка без назви, біля с. Хмизовка
- 137 км: річка без назви, біля с. Варваровка